# It's Only Love
It's Only Love(Lennon/McCartney) är en låt av The Beatles från 1965.

## Låten och inspelningen
Denna låt av John Lennon var först avsedd för Billy J Kramer och hade arbetsnamnet "That's a Nice Hat". Lyssnar man noga kan det låta som om Lennon är på väg börja skratta medan låten spelades in 15 juni 1965. I övrigt experimenterade man mycket med både sång och gitarr på låten och hade bl.a. Georges gitarr kopplade till en förstärkare av märket Leslie, vilket gav ett nytt sound. Låten kom med på LP:n Help!, som utgavs i England 6 augusti 1965 och medan den i USA kom med på amerikanska utgåvan av Rubber Soul som där utgavs 6 december 1965. 